# Källi (ö i Jyväskylä)
Källi är en ö i Finland. Den ligger i sjön Hankavesi och i kommunen Hankasalmi i den ekonomiska regionen  Jyväskylä ekonomiska region  och landskapet Mellersta Finland, i den centrala delen av landet, 260 km norr om huvudstaden Helsingfors. Öns area är 3,3 hektar och dess största längd är 300 meter i nord-sydlig riktning.